# Ride (perkusja)

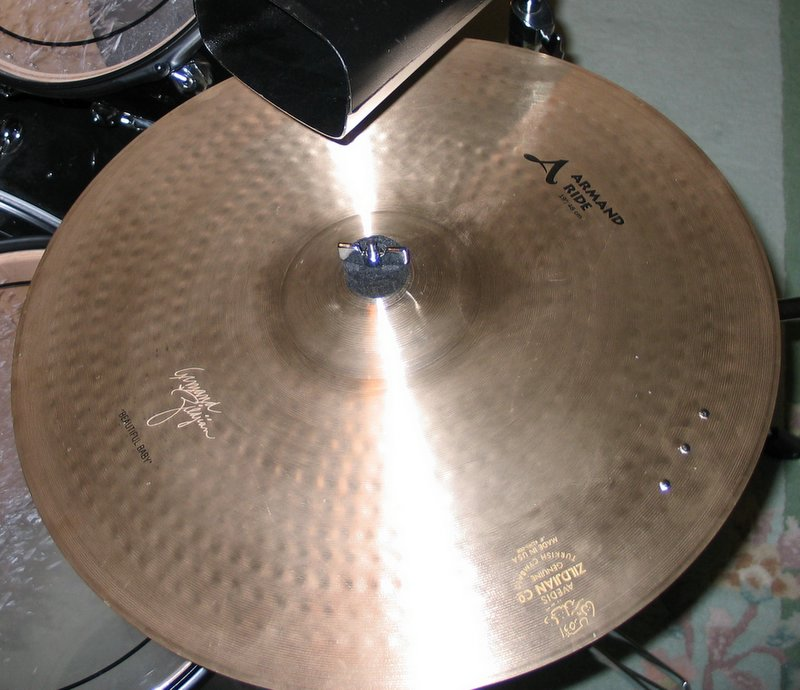
Ride firmy Zildjian

Ride – jeden z podstawowych talerzy w zestawie perkusyjnym.
Ride jest zazwyczaj największym talerzem w zestawie, występuje w rozmiarach od 18" do 22", najczęściej 20". Ma dość wyraźny i długo wybrzmiewający dźwięk. Zwykle jest używany, podobnie jak hi-hat, do wybijania regularnych wartości rytmicznych, najczęściej ćwierćnut lub ósemek. Często gra się na nim uderzając pałką w kopułkę.